# Pseudotrigonidium imum
Pseudotrigonidium imum är en insektsart som beskrevs av Andrej Vasiljevitj Gorochov 1996. Pseudotrigonidium imum ingår i släktet Pseudotrigonidium och familjen syrsor. Inga underarter finns listade i Catalogue of Life.